# Bradysia subsantorina
Bradysia subsantorina är en tvåvingeart som beskrevs av Werner Mohrig och Ellen Kauschke 1997. Bradysia subsantorina ingår i släktet Bradysia och familjen sorgmyggor. Inga underarter finns listade i Catalogue of Life.